# خاطرات موتور سیکلت
خاطرات موتور سیکلت نام کتابی است که ارنستو چه گوارا دربارهٔ خاطرات سفر خویش با موتور سیکلت، همراه آلبرتو گراندو در ۱۹۵۲ به کشورهای آمریکای لاتین نگاشته‌است.
عنوان اصلی کتاب: Notas de Viaje - Diarios de motocicleta: A Journey Around South America،۱۹۹۵

## کتاب به فارسی
خاطرات موتور سیکلت، روزنگاشت سفر به آمریکای لاتین؛ نوشتهٔ ارنستو چه گوارا؛ مترجم تبسم آتشین
جان؛ نشر نقره، ۱۳۸۴؛ شابک:۲-۳۳-۷۹۶۱-۹۶۴